# Дрегеняска
Дрегеняска (рум. Drăgăneasca) — село у повіті Джурджу в Румунії. Входить до складу комуни Улмі.
Село розташоване на відстані 30 км на захід від Бухареста, 72 км на північ від Джурджу, 125 км на південь від Брашова.

## Населення
За даними перепису населення 2002 року у селі проживали 618 осіб.
Національний склад населення села:
| Національність | Кількість осіб | Відсоток |
| -------------- | -------------- | -------- |
| румуни         | 609            | 98,5%    |
| цигани         | 7              | 1,1%     |

Рідною мовою назвали:
| Мова      | Кількість осіб | Відсоток |
| --------- | -------------- | -------- |
| румунська | 608            | 98,4%    |
| циганська | 7              | 1,1%     |